# Bistum Ngaoundéré
Das Bistum Ngaoundéré (lat.: Dioecesis Ngaunderensis) ist eine in Kamerun gelegene römisch-katholische Diözese mit Sitz in Ngaoundéré. 

## Geschichte
Das Bistum Ngaoundéré wurde am 19. November 1982 durch Papst Johannes Paul II. mit der Apostolischen Konstitution Qui in beatissimi aus Gebietsabtretungen des Erzbistums Garoua errichtet und diesem als Suffraganbistum unterstellt.

## Bischöfe von Ngaoundéré
- Jean-Marie-Joseph-Augustin Pasquier OMI, 1982–2000
- Joseph Djida OMI, 2000–2015
- Emmanuel Abbo, seit 2016